# 完顔允中
完顔 允中（かんがん いんちゅう、? - 1194年）は、金の第5代皇帝の世宗の庶長子。女真名は実魯剌または万僧。後に永中と改める。諡号は厲王。生母は元妃張氏。同母弟は越王完顔允功（完顔永功）。

## 生涯
異母弟の允恭（宣孝太子）が嫡子であったため、允中は皇太子に指定されなかった。1161年に許王・大興尹に封ぜられ、1165年に越王・趙王・漢王に昇進した。しかし父から疎まれており、また礼節制度に無頓着で粗雑な箇所があり、そのことで父帝の逆鱗に触れてしまい、并王、さらに鎬王に降格された。
世宗が亡くなり、甥の章宗（允恭の次男）が跡を継ぐと、世宗の時と同様に警戒された。允中は些細なことで甥と軋轢を起こし、章宗から謹慎を命じられると、これに不快を感じた允中は「わしは先帝の長男だ。なぜ、弟の子である若造の皇帝の指示を受けねばならないのだ？」と叫んで、現職の辞任を申請したが、章宗は伯父の申請を冷たく却下した。
また、張汝弼（母の元妃張氏の兄弟）の妻の高陀斡が允中の安泰を願って祈祷者を招いた際には、章宗は「伯父上はわしの子を呪い殺すためにやっている」と言いがかりをつけて、ただちに高陀斡を逮捕し、投獄して処刑した（事実、章宗の6人の皇子はいずれも夭折している）。高陀斡が甥に処刑された報を聞き、允中は激怒した。
以降も、章帝は伯父に対する警戒は緩めず、允中は度重なる発言を告発され、追い詰められた。允中は子の神徒門と阿離哈懣（アリハンマン）らとクーデターの準備をした。しかし、この機会を窺っていた章宗は先手を打ち、伯父一家を逮捕して投獄した。1194年に允中は子の神徒門と阿離哈懣と共に処刑され、晒し首になった。
允中一家の死後、なぜか章宗の子の絳王洪裕・荊王洪靖・栄王洪熙・英王洪衍・寿王洪輝、そして末子の葛王洪烈らが満1歳に満たないうち死亡し、章宗自身も病にかかった。病床に臥せていた章宗は「わが子たちが全て死亡したのは亡き伯父上の祟りに相違ない」と洩らして、1207年に厲王の諡号を贈った。翌1208年、章宗も伯父の後を追うように崩御した。

## 子女
- 石古乃（瑜）
- 神徒門（璋）
- 阿離哈懣（瑑）
- 阿思懣（玘）